# Girolamo del Pacchia

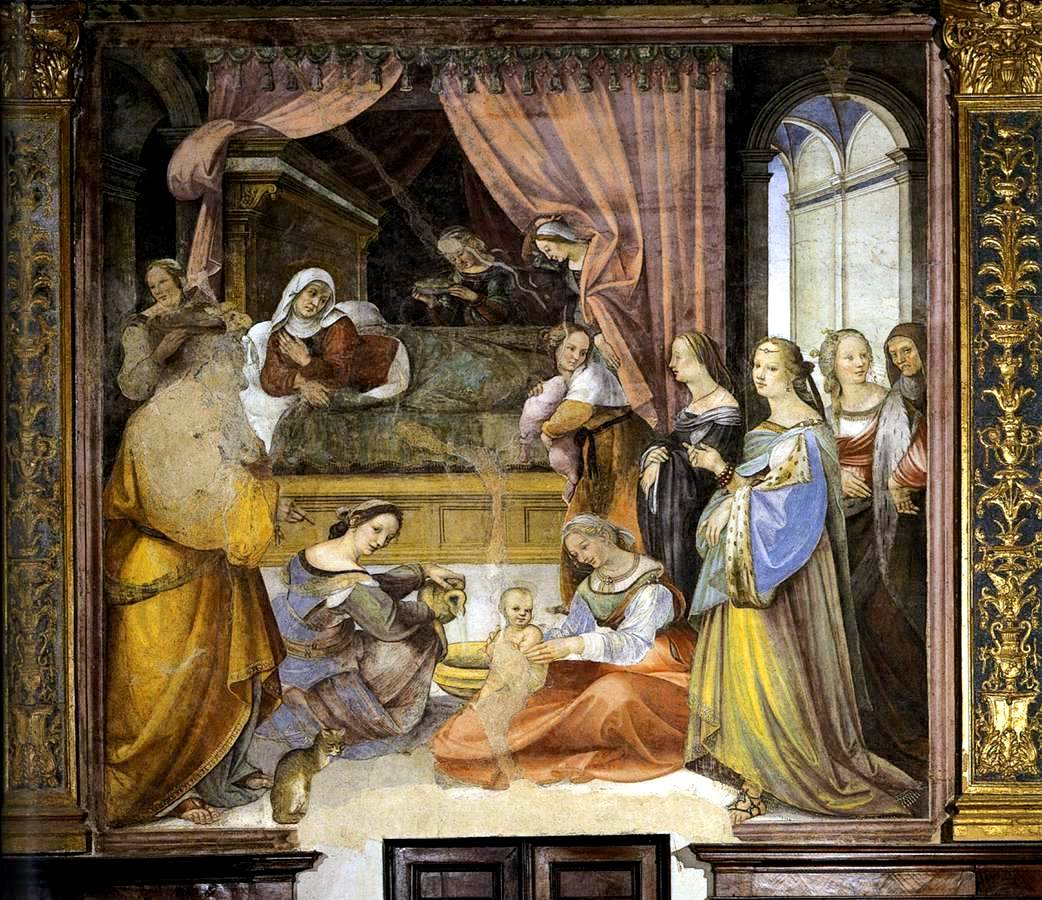
Nacimiento de la Virgen (1518), fresco, 295 x 317 cm, Oratorio de san Bernardino, Siena.

Girolamo del Pacchia (Siena ?, 1477~ c. 1533) fue un pintor renacentista italiano.

## Datos biográficos

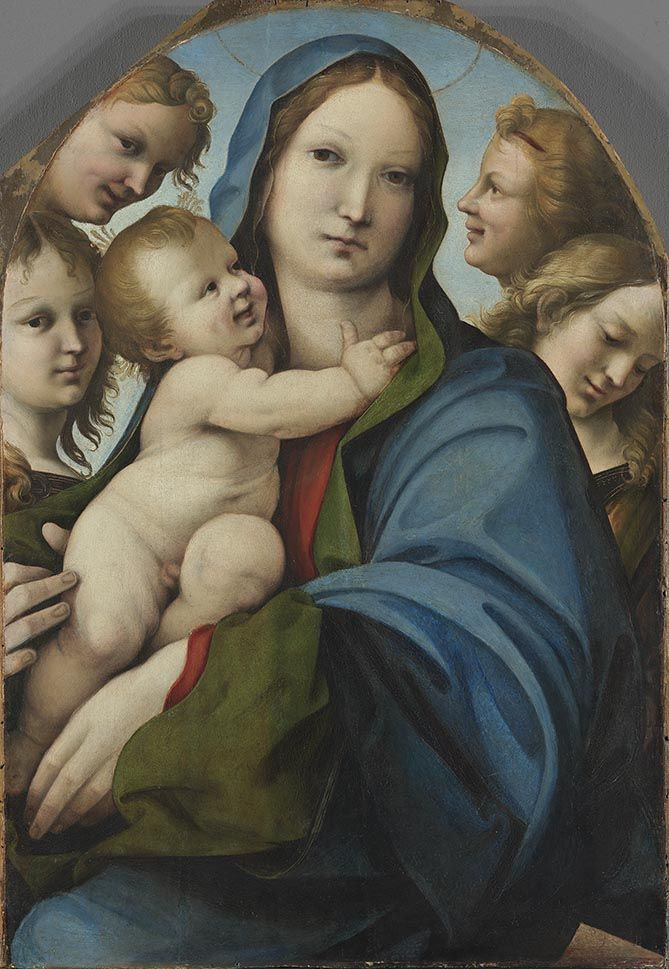
"Virgen con el Niño" de Girolamo del Pacchia.

Hijo de un fundidor de origen húngaro, nació probablemente en Siena, donde desarrolló toda su carrera. Comenzó trabajando junto a otro maestro sienés, Giacomo Pacchiarotti, de quien tomó el nombre. Formó parte de la facción de los Bardotti, que fue expulsada de la ciudad en 1535. No se tienen datos documentales de su actividad tras esta fecha, por lo que se sospecha que murió poco después.
Girolamo del Pacchia se caracteriza por su estilo ecléctico, en el cual intenta reunir gran parte de las influencias de los diversos pintores italianos del Quattrocento y de los primeros años del Cinquecento, es de este modo uno de los pintores transicionales entre el Renacimiento italiano y el manierismo (en especial la escuela manierista sienesa). Su obra se relaciona en gran medida con la de Mariotto Albertinelli. Aunque quizás es más conocido por haber colaborado con El Sodoma y Domenico di Pace Beccafumi en los frescos y decorados de los oratorios de San Bernardino (Siena).

## Principales obras
- Virgen con el Niño (National Gallery de Londres)
- Anunciación (1518), (Pinacoteca Nacional de Siena)
- Visitación (1518), (Pinacoteca Nacional de Siena)